# Guy X
Guy X (Brasil: No Topo do Mundo ) é um filme de guerra de comédia negra dirigido por Saul Metzstein, baseado no romance No One Thinks Of Greenland de John Griesemer. Lançado em 2005, foi protagonizado por Jason Biggs, Natascha McElhone, Jeremy Northam e Michael Ironside.

## Sinopse
Durante a Guerra Fria, um soldado é acidentalmente enviado para uma base militar na Groenlândia.